# Đền Cao Sĩ
Đền Cao Sĩ (tiếng Trung: 高士神社; Hán-Việt: Cao Sĩ thần xã; bính âm: Gāoshì Shénshè), trước đây gọi là Đền Kusukusu (クスクス祠 Kusukusu Jinjya), là một đền thờ Thần đạo nằm ở Cao Sĩ, một ngôi làng của người Paiwan ở Mẫu Đơn, Bình Đông, Đài Loan. Với việc ngôi đền nguyên thủy bị bão phá hủy năm 1946, một ngôi đền mới đã được xây dựng lại vào năm 2015, khiến nó trở thành ngôi đền Thần đạo duy nhất được xây dựng ở Đài Loan trong thời kỳ hậu Thế chiến II, sau thời kỳ Nhật Bản chiếm đóng. Đền thờ hiện tại không có mối liên hệ với tôn giáo Thần đạo (hoặc bất kỳ tôn giáo nào khác) mà phục vụ như một đài tưởng niệm cho những người Paiwan bị tàn sát trong các cuộc chiến như Thế chiến II.

## Lịch sử
Ngôi đền ban đầu được xây dựng vào năm 1939 dưới thời Nhật Bản cai trị Đài Loan, nhưng đã bị phá hủy vào năm 1946 do bão. Mặc dù người dân trong làng có mong muốn xây dựng lại ngôi đền, vào lúc đó Đài Loan đang dưới thiết quân luật nên không thể thực hiện được. Phần duy nhất còn sót lại của ngôi đền là nền móng bê tông của nó.
Vào năm 2015, một kannushi tên là Satō Ken'ichi (佐藤健一)  nghe về sự tồn tại của ngôi đền thông qua Hiệp hội những người bạn của Lý Đăng Huy ở Nhật Bản, một tổ chức trao đổi văn hóa có trụ sở tại Tokyo. Satō quyết định xây dựng lại ngôi đền như một hình thức cảm tạ những viện trợ to lớn của chính phủ Đài Loan trong trận động đất Tōhoku 2011. Ngôi đền khi xây dựng có giá 10.000.000 yên.
Ngày 11 tháng 12 năm 2015, một buổi lễ khai mạc được tổ chức long trọng để kỷ niệm hoàn thành ngôi đền. Đó là một buổi lễ Thần đạo do Satō tiến hành, kết hợp cùng các điệu nhảy truyền thống của người Paiwan và một lời cầu nguyện do mục sư địa phương chủ trì, vì phần lớn cư dân Cao Sĩ theo Cơ đốc giáo.

## Kết cấu

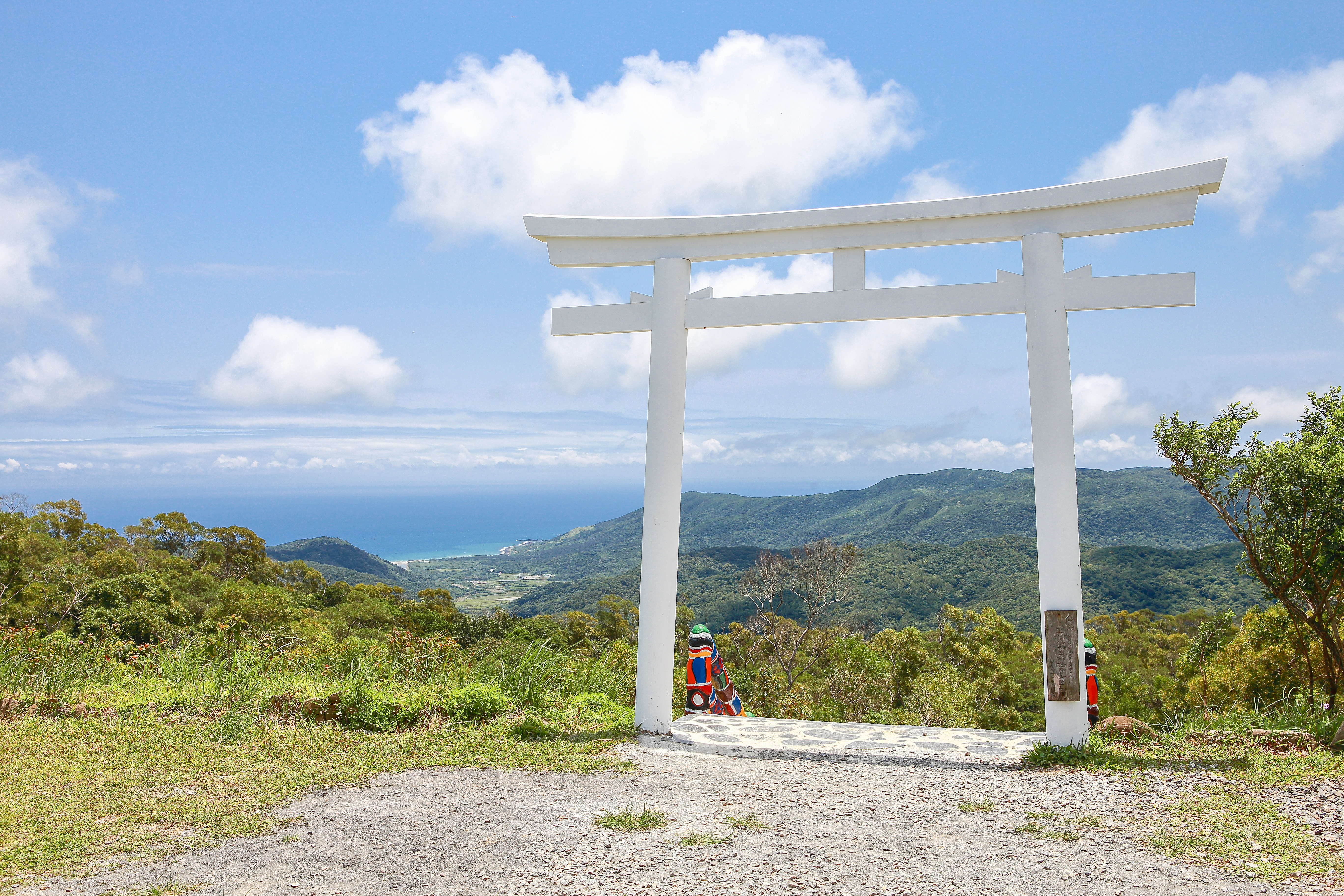
Cổng Torii màu trắng của ngôi đền

Hiện nay, cấu trúc ban đầu của ngôi đền vẫn còn chưa rõ. Tuy nhiên, ngôi đền mới được làm bằng gỗ Hinoki, trong khi mái nhà được phủ bằng đồng. Vào năm 2016, một chiếc cổng torii màu trắng, cũng được làm bằng gỗ hinoki, đã được dựng lên trước lối vào ngôi đền.